# Titan (Computer)
Der Titan war ein Supercomputer von Cray. Er stand am Oak Ridge National Laboratory in Tennessee (USA).
Mit einer Rechenleistung von 17,59 PetaFLOPS galt er von November 2012 bis April 2013 als der leistungsstärkste Supercomputer der Welt.
Zu den Aufgaben des Titan gehört das Berechnen von Modellen im Bereich der Naturwissenschaften. Zu den ersten ausgewählten Anwendungen gehören S3D (ein Code zur numerischen Simulation von Verbrennungsprozessen zum Beispiel in Dieselmotoren an den Sandia Labs), WL-LSMS (Elektronen-Berechnungen in magnetischen Materialien), Non-Equilibrium Radiation-Diffusion (NRDF), CAM-SE (für Klima- und Atmosphärensimulation), Denovo (Kernreaktoren), LAMMPS (Large-scale Atomic/Molecular Massively Parallel Simulator). Am 1. August 2019 wurde der ehemals schnellste Supercomputer der Welt nach knapp 7-jähriger Betriebszeit endgültig heruntergefahren. Er schafft damit Platz für seinen Nachfolger Frontier.
Ebenfalls Titan genannt wurde der Prototyp des ATLAS-2 Computer von Ferranti. Er wurde ab 1963 entwickelt und war 1964 bis 1973 im University of Cambridge Mathematical Laboratory in Cambridge in Betrieb. Ende der 1980er Jahre gab es auch einen Titan genannten Supercomputer von Ardent.

## Computer
Der Supercomputer Titan ist aus dem Vorgänger Jaguar, einem System mit Cray XT5 Blades, welche durch Cray XK7 Blades ausgetauscht wurden, entstanden.
In dem Cluster wurden insgesamt 18.688 AMD Opteron 6274 16-Kern Prozessoren sowie 18.688 Nvidia Tesla K20X GPUs verarbeitet. Bei letzteren handelt es sich um Grafikprozessoren, die 90 Prozent der Rechenlast tragen. Aufgrund ihrer Prozessorarchitektur sind diese besonders gut für massiv parallelisierbare Berechnungen geeignet.
Dem System stehen insgesamt 710 TByte Arbeitsspeicher zur Verfügung, wobei jeder Blade 162 GByte Speicher aufweist.
Für die Speicherung der Ergebnisse stehen 13.400 Festplatten mit je 1 TByte Kapazität zur Verfügung. Die Gesamtkapazität soll(te) jedoch im Verlauf des Jahres 2013 auf 20.000 bis 30.000 TByte erweitert werden.
Die Storage kann Daten mit bis zu 240 GByte/s speichern.

## Software
Bei dem Betriebssystem handelt es sich um das Cray Linux Environment, welches auf Linux basiert. Dieses System wurde speziell von Cray für Supercomputer angepasst und eignet sich hervorragend für vernetztes Rechnen innerhalb großer Computercluster.

## Wirtschaftliches
Die Gesamtkosten werden mit insgesamt 97 Mio. US-Dollar angegeben. Dieser verhältnismäßig geringe Betrag konnte dadurch erzielt werden, dass die bereits bestehende Infrastruktur wie Kabel, Stromzuführung, Bladegehäuse und Racks vom Vorgänger Jaguar übernommen werden konnten und lediglich die Blades ausgetauscht werden mussten.
Im Verhältnis zum Vorgänger hat der Titan eine um den Faktor 5 bessere Energieeffizienz. Dadurch erhofft sich das Institut erhebliche Einsparungen bei den Stromkosten.

## Mängel am System
Im Februar 2013 zeigten sich am System einige qualitative Mängel. Das auf den Motherboards verwendete Lötmaterial verursachte Kontaktprobleme. Der Grund war der zu hohe Anteil an Gold, welches eigentlich für Korrosionsbeständigkeit sorgen sollte. Die fehlerhaften Komponenten des Systems wurden daraufhin an den Hersteller zur Instandsetzung zurückgegeben. Im April 2013 war der Rechner wieder funktionsfähig.